# Михайлин (Волынская область)
Миха́йлин (укр. Михайлин) — село в Рожищенской городской общине Луцкого района Волынской области Украины.
До 2020 года входило в Рожищенский район.
Код КОАТУУ — 0724586904. Население по переписи 2001 года составляет 112 человек. Почтовый индекс — 45151. Телефонный код — 3368. Занимает площадь 0,45 км².